# Zentrum für Informationsverarbeitung und Informationstechnik

Logo Zentrum für Informationsverarbeitung und Informationstechnik

Das Zentrum für Informationsverarbeitung und Informationstechnik (ZIVIT) war der IT-Dienstleister des Bundesministeriums der Finanzen (BMF), der am 1. Januar 2016 mit anderen IT-Dienstleistern zum Informationstechnikzentrum Bund zusammengeführt wurde.

## Geschichte
Im Rahmen der Verwaltungsreform NeuFin, die ihrerseits Teil der Initiative Moderner Staat war, wurden zum 1. Januar 2006 das Zentrum für Informations- und Datentechnik (ZID), das seinerseits 2002 aus dem Zusammenschluss der verschiedenen Rechenzentren der Bundesfinanzverwaltung hervorgegangen war, und ein Teil des Bundesamtes für Finanzen im Zentrum für Informationsverarbeitung und Informationstechnik zusammengefasst.
Das ZIVIT gehörte zur Bundesfinanzverwaltung im engeren Sinne; es war keine Bundesoberbehörde und wurde im Organigramm des Geschäftsbereichs des BMF als sonstige Dienststelle bezeichnet.
Ziel war es, langfristig eine wirtschaftliche Struktur zu schaffen und auch für andere Bundesbehörden IT-Dienstleistungen zu erbringen.
Im Mai 2015 beschloss die Bundesregierung auf Antrag des damaligen Bundesinnenministers Thomas de Maizière ein Konzept zur Neuaufstellung der IT des Bundes. Im Rahmen des ersten Schritts wurden ab dem 1. Januar 2016 die IT-Dienstleistungszentren des Bundesministeriums der Finanzen (ZIVIT), des Bundesministeriums des Inneren (BIT) und des Bundesministeriums für Digitale Infrastruktur und Verkehr (DLZ-IT) zum Informationstechnikzentrum Bund zusammengelegt.

### Direktoren des ZIVIT
- Paul-Gerhard Heinrichs (2006–2009)
- Hans-Georg Göhring (2009–2017)

## Aufgaben
Zu den Kernkompetenzen des ZIVIT gehörten die Bereitstellung einer bundesweiten IT-Infrastruktur, der 24-stündige Betrieb zentraler Verwaltungsverfahren, die Entwicklung von Individualsoftware für die Bundesverwaltung und die damit verbundenen Service- und Beratungsleistungen. Durch das ZIVIT wurden ein wesentlicher Teil der IT-Infrastruktur der Bundesfinanzverwaltung sowie zahlreiche IT-Verfahren der Steuerverwaltung unterstützt, die Hard- und Software für die Planung, den Vollzug und die Rechnungslegung des Bundeshaushalts bereitgestellt, die Besoldung der Bundesbediensteten nebst Nebenkosten (Beihilfe) abgewickelt, nahezu alle Zoll- und Verbrauchsteuerverfahren (z. B. ATLAS) sowie Service-Angebote (z. B. Artenschutz online) entwickelt, betrieben und gepflegt. Des Weiteren war das ZIVIT mit der Aufgabe der digitalen Langzeitarchivierung betraut. Dies umfasste alle zollrechtlich relevanten Daten.
Das ZIVIT war an folgenden Standorten vertreten:
- Berlin
- Bonn
- Düsseldorf
- Frankfurt am Main
- Hamburg
- Hannover
- Karlsruhe
- Stuttgart